# Bugalda
Bugalda är en kulle i republiken Island. Den ligger i regionen Austurland, 300 km öster om huvudstaden Reykjavík. Toppen på Bugalda är 642 meter över havet. Bugalda ingår i Álftavatnshæðir.
Trakten runt Bugalda är nära nog obefolkad, med mindre än två invånare per kvadratkilometer. Trakten runt Bugalda består i huvudsak av gräsmarker.